# Michelle Steele
Michelle Steele (ur. 8 marca 1986 w Gladstone) – australijska skeletonistka, olimpijka.

## Kariera
Największy sukces w karierze osiągnęła 10 stycznia 2007 roku w Nagano, gdzie zajęła drugie miejsce w zawodach Pucharu Świata. W zawodach tych rozdzieliła na podium dwie reprezentantki USA: Katie Uhlaender i Courtney Yamadę. W kolejnych latach jeszcze jeden raz stanęła na podium zawodów tego cyklu: 30 listopada 2013 roku w Calgary zajęła trzecie miejsce za Elizabeth Yarnold z Wielkiej Brytanii oraz Rosjanką Jeleną Nikitiną.
W 2006 roku wystartowała na igrzyskach olimpijskich w Turynie, zajmując trzynastą pozycję. Brała też udział w igrzyskach w Soczi w 2014 roku, gdzie była czternasta. Zajęła również szóste miejsce na mistrzostwach świata w Sankt Moritz w 2013 roku.